# Petrophile septemfida
Petrophile septemfida är en tvåhjärtbladig växtart som beskrevs av Rye & K.A.Sheph.. Petrophile septemfida ingår i släktet Petrophile och familjen Proteaceae. Inga underarter finns listade i Catalogue of Life.